# Villadoz
Villadoz ist ein spanischer Ort und eine Gemeinde (municipio) mit nur noch 81 Einwohnern (Stand: 2024) im Süden der Provinz Saragossa in der Autonomen Gemeinschaft Aragonien. Die Gemeinde gehört zur bevölkerungsarmen Serranía Celtibérica.

## Lage und Klima
Villadoz liegt ca. 80 Kilometer südwestlich der Provinzhauptstadt Saragossa am Río Huerva in einer Höhe von ca. 800 m. 
Durch die Gemeinde führt die Autovía A-23.
Das Klima ist gemäßigt bis warm; Regen (ca. 467 mm/Jahr) fällt übers Jahr verteilt.

## Bevölkerungsentwicklung
| Jahr      | 1970 | 1981 | 1991 | 2001 | 2011 | 2021 |
| Einwohner | 194  | 135  | 95   | 85   | 86   | 90   |

Die Mechanisierung der Landwirtschaft, die Aufgabe bäuerlicher Kleinbetriebe und der damit verbundene Verlust von Arbeitsplätzen führten in der zweiten Hälfte des 20. Jahrhunderts zu einem deutlichen Rückgang der Bevölkerungszahl (Landflucht).

## Sehenswürdigkeiten
- Jakobuskirche (Iglesia de Santiago Apóstol)
- Martinskapelle (Ermita de San Martín de Tours)
- Magdalenenkapelle (Ermita de Santa María Magdalena)

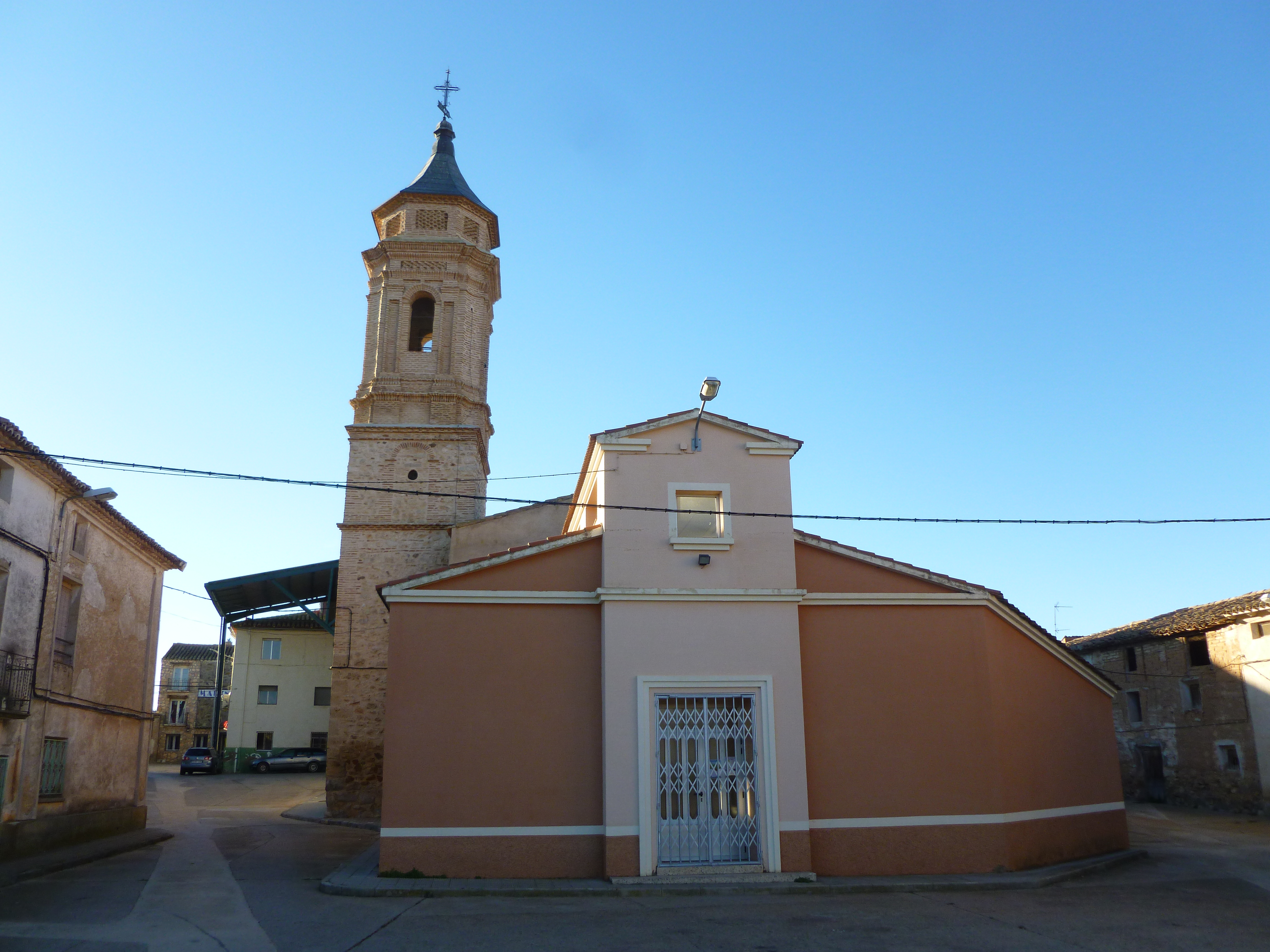
Jakobuskirche
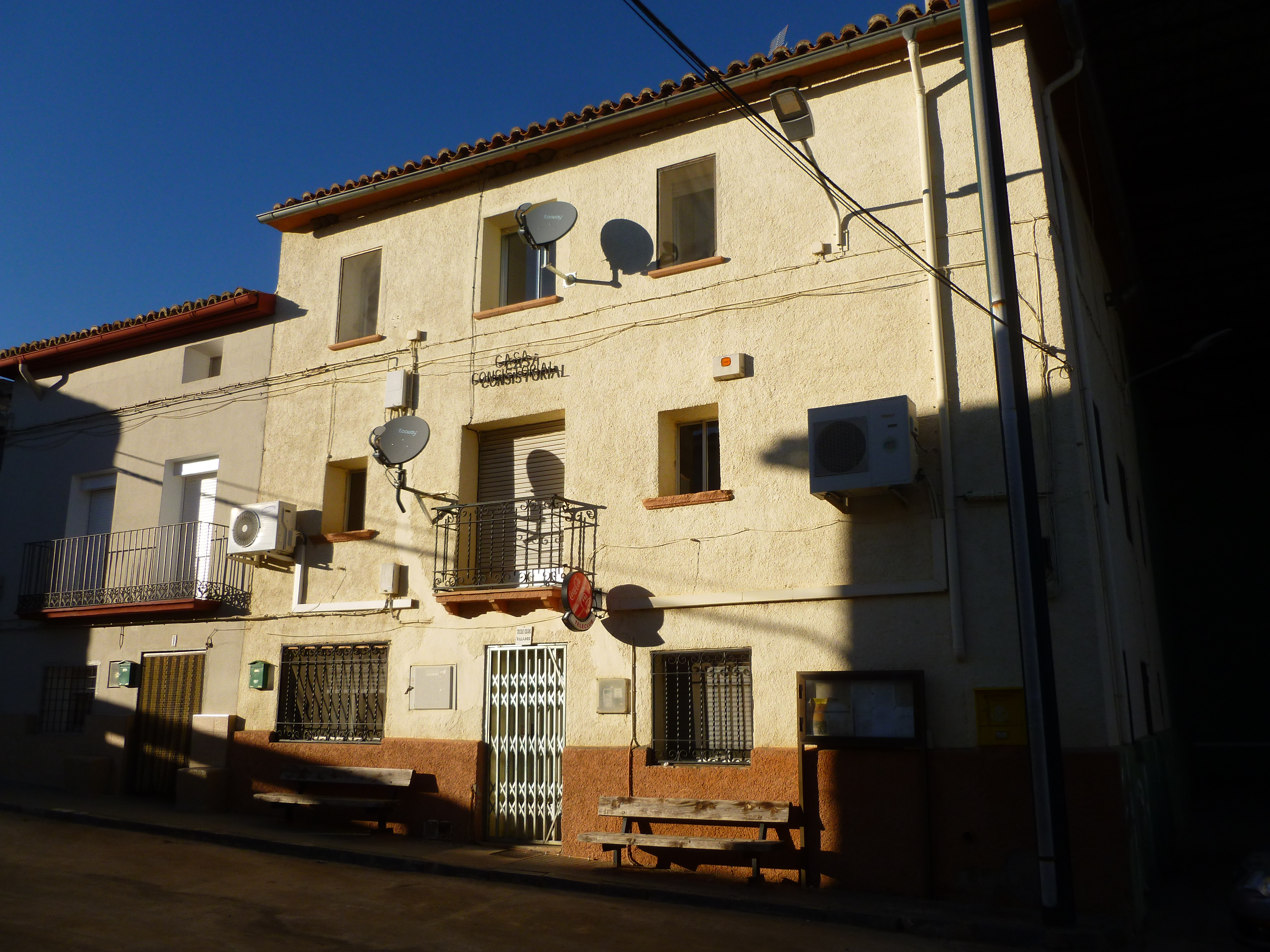
Rathaus